# 都々逸
都々逸（どどいつ）とは、江戸末期に初代の都々逸坊扇歌（1804年-1852年）によって大成された、口語による定型詩。七・七・七・五の音数律に従う。

## 概略
元来は、三味線と共に歌われる俗曲で、音曲師が寄席や座敷などで演じる出し物であった。
主として男女の恋愛を題材として扱ったため情歌とも呼ばれる。
七・七・七・五の音数律に従うのが基本だが、五字冠りと呼ばれる五・七・七・七・五という形式もある。

### 作品例
- 惚れて通えば 千里も一里 逢えずに帰れば また千里（作者不詳）
- 三千世界の 鴉を殺し ぬしと朝寝（添い寝）が してみたい（桂小五郎作、高杉晋作作等、諸説あり）
- 立てば芍薬 坐れば牡丹 歩く姿は 百合の花（作者不詳）
- 逢うて別れて 別れて逢うて（泣くも笑うもあとやさき） 末は野の風 秋の風 一期一会の 別れかな（井伊直弼 茶湯一会集）
- 岡惚れ三年 本惚れ三月 思い遂げたは 三分間（作者不詳）
- 戀という字を 分析すれば 愛し愛しと いう心（作者不詳、戀<恋の旧字体>の書き方を歌ったもの）
- 恋し恋しと 鳴く蝉よりも 鳴かぬ蛍が 身を焦がす（作者不詳）
- 人の恋路を 邪魔する奴は 馬に蹴られて 死んじまえ（作者不詳）
- 夢に見るよじゃ　惚れよが薄い　真に惚れれば　眠られぬ（作者不詳）
- 頭禿げても浮気はやまぬ　止まぬはずだよ先がない（齋藤緑雨）
- 散切り頭を叩いて見れば、文明開化の音がする

#### 五字冠りの例
- 今日の空　花か紅葉か知らないけれど　風に吹かれて行くわいな（都々逸坊扇歌）
- この酒を 止めちゃ嫌だよ 酔わせておくれ まさか素面じゃ 言いにくい（作者不詳）
- 浮名立ちゃ それも困るが 世間の人に 知らせないのも 惜しい仲（作者不詳）
- あの人の　どこがいいかと 尋ねる人に　どこが悪いと 問い返す（作者不詳）
- 世の人は　我を何とも笑わば笑え　我なす事は　我のみぞ知る（坂本龍馬）

## 発祥

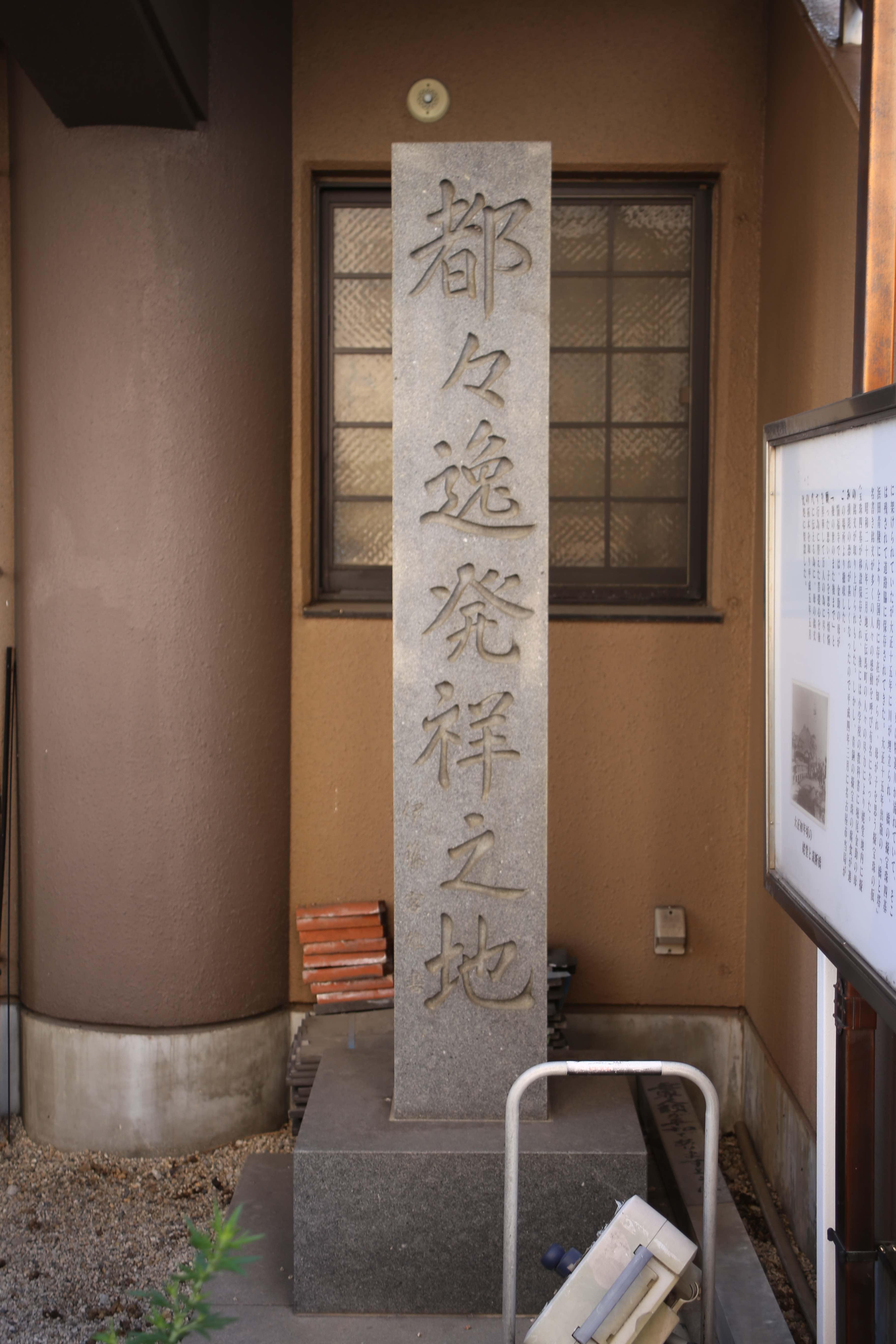
都々逸発祥之地碑（2017年7月）

扇歌が当時上方を中心に流行っていた「よしこの節」を元に、「名古屋節」の合の手「どどいつどどいつ」（もしくは「どどいつどいどい」）を取入れたという説が有力である。
名古屋節は、名古屋の熱田で生まれた神戸節（ごうどぶし）が関東に流れたもので、音律数も同じであることから、この神戸節を都々逸の起源・原形と考えるむきもある。実際、名古屋市熱田区の伝馬町には「都々逸発祥の地」碑がある。
都々逸が広まったのは、扇歌自身が優れた演じ手であっただけでなく、その節回しが比較的簡単であったことが大きい。扇歌の時代の江戸の人々は生来の唄好きであったため、誰でも歌える都々逸が江戸庶民に受け入れられ、いわば大衆娯楽として広まった。

## 七・七・七・五という形式について
今では、七・七・七・五という音律数自体が都々逸を指すほどだが、都々逸がこの形式のオリジナルというわけではない。都々逸節の元になったよしこの節や名古屋節の他にも、潮来節（いたこぶし）、投節（なげぶし）、弄斎節（ろうさいぶし）などの甚句形式の全国各種の民謡があげられる。
都々逸はこれらの古い唄や他の民謡の文句を取り込みながら全国に広まった。そのため、古くから歌われている有名なものの中にも別の俗謡等から拝借したと思われる歌詞がみられる。
例えば、
恋に焦がれて 鳴く蝉よりも 鳴かぬ蛍が 身を焦がす
という歌は山家鳥虫歌にも所収されているし、松の葉にもその元歌らしき、
声にあらわれ なく虫よりも 言わで蛍の 身を焦がす
という歌がある。
七・七・七・五はさらに（三・四）・（四・三）・（三・四）・五という音律数に分けられることが多い。この構成だと、最初と真中に休符を入れて四拍子の自然なリズムで読み下せる。
例えば、先の唄なら、
△こいに  こがれて  なくせみ  よりも△
△なかぬ  ほたるが  みをこが  す△△△
となる（△ が休符）。なお、この最初の休符は三味線の音を聞くため、との説がある。

## 寄席芸としての都々逸
近年の邦楽の衰退と共に、定席の寄席でも一日に一度も都々逸が歌われないことも珍しくなくなったが、少なくとも昭和の中頃までは、寄席では欠かせないものであった。即興の文句で節回しも比較的自由に歌われることも多い。
俗曲として唄われる場合は、七・七と七・五の間に他の音曲のさわりや台詞などを挟み込む「アンコ入り（別名・さわり入り）」という演じ方もある。都々逸が比較的簡単なものだけに、アンコの部分は演者の芸のみせどころでもあった。
また、しゃれやおどけ、バレ句なども数多くあるので、演者が楽器を持つ時代の漫才のネタとして、あるいはネタの形式として使われることも多かった。

### 作品例
- ついておいでよ この提灯に けして（消して）苦労（暗う）はさせぬから
- あとがつくほど つねっておくれ あとでのろけの 種にする
- あとがつくほど つねってみたが 色が黒くて わかりゃせぬ
- はげ頭 抱いて寝てみりゃ 可愛いものよ どこが尻やら アタマやら

## 文芸形式としての都々逸
元来から創作も広く楽しまれていた都々逸であったが、明治の頃から唄ものをはなれた文芸形式としても認識されるようになった。
都々逸作家と称する人々も現れ、新聞紙上などでも一般から募集されるようになった。
なかには、漢詩などのアンコ入りも試みられた。

### 作品例
- ねだり上手が 水蜜桃を くるりむいてる 指の先（田島歳絵）
- ぬいだまんまで いる白足袋の そこが寂しい 宵になる（今井敏夫）
- あせる気持ちと 待たない汽車と ちょっとずれてた 安時計（関川健坊鐘）
- 内裏びな 少し離して また近づけて 女がひとり ひなまつり（寺尾竹雄）
- 恋の花咲く ロマンの都 女ばかりに 気もそぞろ 夢もほころぶ  小意気なジルバ 君と銀座の キャフェテラス（サザンオールスターズ）[1]

## 織り込み都々逸
折句の一種。あたまに季節のお題などを入れつくった都々逸。NHK文芸選評で放送されている。  